# 이인권 (가수)
이인권(李寅權, 1919년 ~ 1973년)은 일제강점기와 대한민국의 가수 겸 작곡가이다. 작사와 기타 연주도 겸하는 등 대중가요 여러 분야에서 활동했다. 본명 임영일(林榮一)도 병행하여 사용했다.

## 생애
함경북도 청진에서 출생하였다. 오케레코드의 쇼단이 청진에서 공연 중일 때 이인권이 이철과 박시춘을 찾아온 것을 계기로, 남인수의 대역으로 ‘청진의 남인수’로 소개되어 공연하면서 가수가 되었다.
정식 데뷔곡은 박시춘 작곡의 〈눈물의 춘정〉(1938)으로 알려져 있다. 이 노래를 발표한 1938년부터 이인권이라는 예명을 사용하기 시작하였다. 가수 활동 초기에는 오케레코드와 빅타레코드 두 곳에서 활동하다가 곧 오케레코드 전속으로 확정되었다.
오케레코드에서 여러 히트곡을 냈으나, 특히 1940년 11월에 발표한 〈꿈꾸는 백마강〉으로 이름을 널리 알리게 되었다. 백제의 멸망에 대한 내용이 가사에 담겨 있는 이 노래는 조선총독부가 발매금지 조치를 취했고, 후에 작사가 조명암이 조선민주주의인민공화국으로 가면서 대한민국에서도 금지곡이 되었다.
태평양 전쟁 중에는 군국 가요를 부르기도 하였으며,  종전 후에는 1945년 발표한 해방가요 〈귀국선〉을 히트시키고 악극과 드라마, 영화음악 등 다양한 분야에서 활동하였다. 한국 전쟁 중에 가수인 부인과 함께 대한민국 국군 위문공연을 펼치다가 부인이 포탄에 맞아 사고사하였다. 이때의 아픔을 형상화한 자작곡 〈미사의 노래〉가 많은 사랑을 받았다.
1950년대 이후로는 노래보다 작곡 분야의 활동이 두드러졌다. 현인의 〈꿈이여 다시 한번〉, 송민도의 〈카츄샤의 노래〉, 최무룡의 〈외나무다리〉, 이미자의 〈들국화〉, 조미미의 〈바다가 육지라면〉, 나훈아의 〈후회〉 등이 유명하다. 가수 주현미는 중학생일 때 이인권에게 노래 지도를 받았다.

## 참고자료
- 이동순 (2008년 1월 24일). “[이동순의 가요이야기 .23] 미사의 노래'와 가수 이인권의 삶”. 영남일보. 2008년 9월 2일에 확인함.[깨진 링크(과거 내용 찾기)]